# Snail's House
Ujiie Keitarō (氏家 慶太郎 (Thị Gia Khánh Thái Lang)/ うじいえ けいたろう sinh ngày 23 tháng 2 năm 1997), còn được biết đến với nghệ danh Snail's House hoặc Ujico*, là một nhạc sĩ nhạc điện tử. Hiện đang cư trú tại tỉnh Saitama, Nhật Bản.

## Lịch sử
Anh bắt đầu phát hành các bài hát trên SoundCloud vào năm 2012 dưới cái tên Ujico* (Đây là một biệt danh từ nhỏ do một người bạn đặt cho). Năm 2013, Ujiie thành lập hãng thu âm của riêng mình với tên gọi Youth Composer Association, một công ty có trụ sở tại Tokyo đặc biệt hướng đến các nhạc sĩ trẻ. Năm 2014, sau khi nghe các màn trình diễn của Uehara Hiromi và nhiều bản nhạc jazz fusion khác nhau đã tạo nguồn cảm hứng để Ujiie bắt đầu chơi piano.
Từ đó, sự nghiệp âm nhạc của anh bắt đầu phát triển. Anh tạo ra cái tên Snail's House dành riêng cho âm nhạc "kawaii" của mình, Snail's House chính thức ra mắt vào ngày 30 tháng 8 năm 2014 với việc phát hành bài hát "Nyan Nyan Angel!". Hai Đĩa mở rộng đầu tiên của anh với nghệ danh Snail's House là Kirara và Kawaii Collective được phát hành vào giữa năm 2015, bao gồm các giọng hát cao vút, âm thanh sôi động của đàn synthesizer và các giai điệu vui tai.
Ngày 10 tháng 10 năm 2017, video nhạc của bài hát "Pixel Galaxy" được phát hành trên YouTube được lan truyền nhanh chóng, mang lại cho anh một số lượng người theo dõi lớn. Mặc dù bài hát trên tất cả các dịch vụ phát nhạc trực tuyến có ít lượt phát hơn, video trên YouTube hiện đã có hơn 105 triệu lượt xem.
Ngày 9 tháng 10 năm 2018, Ujiie thông báo có một trò chơi nhỏ đang được phát triển cho hai ca khúc trong album Snailchan Adventure sắp tới của anh. Album được phát hành vào ngày 23 tháng 10 đi kèm với một video nhạc, đồng thời anh cũng ra mắt một đoạn video ngắn giới thiệu về trò chơi. Tính đến ngày 1 tháng 5 năm 2019, trò chơi vẫn chưa được ra mắt và vẫn đang trong giai đoạn phát triển.

## Âm nhạc
| Ngày phát hành       | Tiêu đề                               | Nghệ danh              | Hãng thu âm                |
| -------------------- | ------------------------------------- | ---------------------- | -------------------------- |
| 13 tháng 7 năm 2013  | Ujico Rain                            | Ujico*                 | N/A; tự phát hành          |
| 23 tháng 10 năm 2013 | Aerie                                 | Ujico*                 | N/A; tự phát hành          |
| 21 tháng 2 năm 2014  | VASS DROPPER                          | Ujico*                 | Youth Composer Association |
| 27 tháng 4 năm 2014  | PF:Addiction                          | Ujico*                 | Youth Composer Association |
| 30 tháng 6 năm 2014  | Goodbye, Our World EP                 | Ujico*                 | Youth Composer Association |
| 10 tháng 7 năm 2014  | VASS DROPPER 2                        | Ujico*                 | Youth Composer Association |
| 30 tháng 12 năm 2014 | Storyteller                           | Ujico*                 | Cachettenotes              |
| 30 tháng 3 năm 2015  | Junction EP                           | Ujico*                 | Youth Composer Association |
| 31 tháng 3 năm 2015  | VASS DROPPER 3                        | Ujico*                 | Youth Composer Association |
| 1 tháng 1 năm 2015   | VASS DROPPER 4                        | Ujico*                 | N/A; tự phát hành          |
| 13 tháng 5 năm 2015  | Kirara                                | Snail's House          | TREKKIE TRAX               |
| 31 tháng 5 năm 2015  | Kawaii Collective                     | Snail's House          | N/A; tự phát hành          |
| 18 tháng 6 năm 2015  | Ma Chouchoute                         | Snail's House          | Tasty Records              |
| 29 tháng 6 năm 2015  | -PROGRESS-                            | Ujico*                 | N/A; tự phát hành          |
| 30 tháng 7 năm 2015  | Grape Soda                            | Snail's House          | Tasty Records              |
| 19 tháng 9 năm 2015  | Nyan Nyan Angel! Remixes              | Snail's House          | Youth Composer Association |
| 24 tháng 12 năm 2015 | Sweety Sweety                         | Snail's House          | N/A; tự phát hành          |
| 30 tháng 12 năm 2015 | 空中都市 (Kūchū Toshi)                | Ujico*                 | Youth Composer Association |
| 20 tháng 10 năm 2015 | Pixel Dream                           | Snail's House          | Tasty Records              |
| 8 tháng 2 năm 2016   | First Love                            | Snail's House          | Tasty Records              |
| 29 tháng 3 năm 2016  | Ordinary Songs                        | Snail's House          | CachetteNotes              |
| 25 tháng 5 năm 2016  | Grape Soda (VIP)                      | Snail's House          | Nhật Bản                   |
| 12 tháng 6 năm 2016  | Dream Castle                          | Snail's House          | CachetteNotes              |
| 26 tháng 8 năm 2016  | Love Story                            | Snail's House          | CachetteNotes              |
| 17 tháng 11 năm 2016 | Ordinary Songs 2                      | Snail's House          | CachetteNotes              |
| 18 tháng 11 năm 2016 | Summer Nostalgia EP                   | Ujico*                 | Youth Composer Association |
| 15 tháng 12 năm 2016 | Balloons                              | Snail's House          | N/A; tự phát hành          |
| 6 tháng 2 năm 2017   | Sparkle                               | Snail's House          | Tasty Records              |
| 23 tháng 2 năm 2017  | Pixel Galaxy                          | Snail's House          | Cachettenotes              |
| 15 tháng 6 năm 2017  | Ordinary Songs 3                      | Snail's House          | Cachettenotes              |
| 10 tháng 9 năm 2017  | WonderWorld                           | Ujico*                 | Cachettenotes              |
| 19 tháng 11 năm 2017 | [FLOWERS]                             | Ujico*                 | Diverse System             |
| 30 tháng 11 năm 2017 | エイリアン☆ポップ (Alien☆Pop)         | Snail's House          | CachetteNotes              |
| 25 tháng 12 năm 2017 | Journey                               | Snail's House          | CachetteNotes              |
| 23 tháng 2 năm 2018  | Ordinary Songs 4                      | Snail's House          | CachetteNotes              |
| 23 tháng 3 năm 2018  | Snö                                   | Snail's House          | CachetteNotes              |
| 19 tháng 6 năm 2018  | Mal D'amour                           | Snail's House          | CachetteNotes              |
| 7 tháng 7 năm 2018   | L'été                                 | Snail's House          | CachetteNotes              |
| 15 tháng 7 năm 2018  | Warp Star                             | Snail's House          | CachetteNotes              |
| 23 tháng 10 năm 2018 | Snailchan Adventure                   | Snail's House          | CachetteNotes              |
| 30 tháng 11 năm 2018 | Purple Smoothie                       | Snail's House          | Panda Eyes Records         |
| 23 tháng 12 năm 2018 | Magical Holiday                       | Snail's House          | Cachettenotes              |
| 15 tháng 1 năm 2019  | エイリアン☆ポップ II (Alien☆Pop II)   | Snail's House          | Cachettenotes              |
| 23 tháng 2 năm 2019  | Scenery                               | Snail's House          | Cachettenotes              |
| 5 tháng 7 năm 2019   | エイリアン☆ポップ III (Alien☆Pop III) | Snail's House          | Cachettenotes              |
| 16 tháng 8 năm 2019  | Love Magic                            | Snail's House          | Cachettenotes              |
| 6 tháng 12 năm 2019  | Kitty                                 | Snail's House          | Cachettenotes              |
| 3 tháng 1 năm 2020   | 妖 -AYAKASHI-                         | Ujico*                 |                            |
| 23 tháng 2 năm 2020  | Ordinary Songs 5                      | Snail's House          | Cachettenotes              |
| 31 tháng 3 năm 2020  | ujbeats vol.1                         | Snail's House          | Cachettenotes              |
| 23 tháng 5 năm 2020  | Twinklestar                           | Snail's House          | Cachettenotes              |
| 21 tháng 10 năm 2020 | Aunnobeats (Ujico*Remix)              | Ujico* + Snail's House | maigo records              |
| 23 tháng 10 năm 2020 | Imaginarium                           | Snail's House          | Cachettenotes              |
| 23 tháng 1 năm 2021  | BLITZ                                 | Snail's House          | Cachettenotes              |
| 14 tháng 2 năm 2021  | love songs                            | Snail's House          | Cachettenotes              |
| 13 tháng 8 năm 2021  | Pâtisserie Snail                      | Snail's House          | Cachettenotes              |
| 7 tháng 11 năm 2021  | SUPERGIRL                             | Snail's House          | Cachettenotes              |
| 22 tháng 12 năm 2021 | Christmas of Wandering Ghost          | Snail's House          | Cachettenotes              |
| 29 tháng 12 năm 2021 | Cosmic Air Ride                       | Snail's House          | GUMIKUMA Records           |
| 28 tháng 1 năm 2022  | DREAMY BEACH                          | Snail's House          | Cachettenotes              |
| 23 tháng 4 năm 2022  | Biscuit Funk                          | Snail's House          | Cachettenotes              |
| 23 tháng 7 năm 2022  | PIXELIZE                              | Snail's House          | Cachettenotes              |